# Пуэнте-и-Прима де Ривера, Фернандо де ла
Фернандо де ла Пуэнте-и-Прима де Ривера (исп. Fernando de la Puente y Primo de Rivera; 28 августа 1808, Кадис, королевство Испания — 12 марта 1867, Мадрид, королевство Испания) — испанский кардинал. Епископ Саламанки с 27 сентября 1852 по 25 сентября 1857. Архиепископ Бургоса с 25 сентября 1857 по 12 марта 1867. Кардинал-священник с 27 сентября 1861, с титулом церкви Санта-Мария-делла-Паче с 21 мая 1862.